# Stay Hungry
Stay Hungry (рус. Оставайся голодным) — третий студийный альбом американской рок-группы Twisted Sister, вышедший в 1984 году. Альбом включает две самые известные композиции группы, «I Wanna Rock» и «We're Not Gonna Take It», а также пауэр-балладу «The Price».
Американская ассоциация звукозаписывающих компаний присвоила альбому трёхкратный платиновый статус 10 ноября 1995 года.
Альбом был назван в честь раннего фильма Арнольда Шварценеггера «Оставайся голодным» (1976). Впоследствии Шварценеггер использовал песню «We’re Not Gonna Take It» с этого альбома в своей предвыборной кампании.
В 2004 году группа, будучи недовольной изначальным глуховатым звучанием альбома, полностью перезаписала его и издала под именем Still Hungry.
30 июня 2009 года Rhino Records выпустил юбилейное издание Stay Hungry. Первый диск содержал ремастированную версию оригинального альбома 1984 года, на второй вошли 15 неизданных треков и демозаписей, а также новая песня, «30», на которую был снят видеоклип. Любой, купивший Stay Hungry 25th Anniversary Edition 30 июня 2009 года в независимом музыкальном магазине, получал в подарок от группы DVD Uncut Live At San Bernardino с концертом 1984 года; показанный по телеканалу MTV под названием Stay Hungry Live, концерт до этого момента не издавался. По словам гитариста Джей Джей Френча, «в то время как другие группы заключают эксклюзивные соглашения с крупными фирмами и дискаунтерами, Twisted Sister помнят каждый магазинчик, поддерживавший их на протяжении многих лет».
В том же году альбом впервые был сыгран вживую от начала до конца; композиции «Don’t Let Me Down» и «Street Justice» ранее никогда не исполнялись.

## Список композиций
Все композиции написаны Ди Снайдером.

| Сторона А 1. «Stay Hungry» — 3:03 2. «We're Not Gonna Take It» — 3:38 3. «Burn in Hell» — 4:43 4. «Horror-Teria: The Beginning» — 7:45 a) «Captain Howdy» b) «Street Justice» Сторона Б 1. «I Wanna Rock» — 3:02 2. «The Price (песня Twisted Sister)» — 3:48 3. «Don’t Let Me Down» — 4:26 4. «The Beast» — 3:30 5. «S.M.F.» — 3:00 | Диск 1 Stay Hungry Remastered Диск 2 1. «Death From Above» — 2:42 2. «Prime Motivator» — 2:25 3. «We’re Not Gonna Take It» (early demo) — 2:47 4. «Death Run» — 1:45 5. «This One’s For You» — 2:00 6. «S.M.F.» (early demo) — 2:14 7. «We’re Coming On» — 1:42 8. «Call My Name» — 2:10 9. «Burn in Hell» (early demo) — 5:08 10. «Pay the Price» — 1:42 11. «What’s Love Without You» — 1:44 12. «Our Voice Will Be Heard» — 1:29 13. «You Got to Fight» — 1:39 14. «The Price» (early demo) — 2:36 15. «Stay Hungry» (early demo) — 1:58 16. «KMET Radio Spot» — 0:24 17. «30» (new recording) — 4:23 18. «Hidden Track» — 0:30 |

## Still Hungry
Still Hungry — шестой студийный альбом американской рок-группы Twisted Sister, вышедший в 2004 году. Представляет собой перезаписанный альбом 1984 года Stay Hungry в том же составе.
Версия «I Wanna Rock» с этого альбома вошла в игры Guitar Hero Encore: Rocks the 80s и Burnout Paradise.

### Список композиций
1. «Stay Hungry» — 3:01
2. «We’re Not Gonna Take It» — 4:36
3. «Burn in Hell» — 5:37
4. «Horror-Teria: The Beginning» — 8:42

a) «Captain Howdy»
b) «Street Justice»
1. «I Wanna Rock» — 3:15
2. «The Price» — 4:08
3. «Don’t Let Me Down» — 4:45
4. «The Beast» — 3:25
5. «S.M.F.» — 3:28
6. «Never Say Never» (lost track from the original 1984 sessions) — 2:19
7. «Blastin' Fast & Loud» (lost track from the original 1984 sessions) — 3:00
8. «Come Back» (brand 2004 studio bonus track) — 6:25
9. «Plastic Money» (brand 2004 studio bonus track) — 4:05
10. «You Know I Cry» (brand 2004 studio bonus track) — 4:21
11. «Rock 'n' Roll Saviors» (brand 2004 studio bonus track) — 5:04
12. «Heroes are Hard to Find» (bonus track) — 5:00

## Участники записи
- Ди Снайдер — вокал;
- Эдди Охеда — ритм-гитара, соло-гитара;
- Джей Джей Френч — ритм-гитара, соло-гитара, бэк-вокал;
- Марк Мендоса — бас-гитара; бэк-вокал;
- Эй Джей Перо — ударные; перкуссия

## Дополнительные факты
- «Horror-Teria» вдохновлена творчеством писателя Стивена Кинга и посвящена ему[11]. Она послужила основой для фильма ужасов Ди Снайдера Strangeland[англ.]. Роль капитана Хоуди Снайдер сыграл сам. Дэт-метал-группа Broken Hope записала кавер-версию «Captain Howdy» для альбома Repulsive Conception.
- Twisted Sister исполнили «Burn in Hell» в фильме «Большое приключение Пи-Ви».
- Блэк-метал-группа Dimmu Borgir записала кавер-версию «Burn in Hell» для альбома Puritanical Euphoric Misanthropia.
- «We’re Not Gonna Take It» в исполнении Bif Naked вошла в саундтрек фильма Ready to Rumble
- В мультфильме «Губка Боб Квадратные Штаны» песня «I Wanna Rock» была переделана в рок-версию песни Гуфи Губера под названием «I’m Goofy Goober! Rock!»
- «I Wanna Rock» вошла в саундтрек к игре Grand Theft Auto: Vice City